# Ministère de la Justice (Finlande)
Pour les articles homonymes, voir Ministère de la Justice.
Le ministère de la Justice (finnois : oikeusministeriö, suédois : justitieministeriet) est le ministère du gouvernement de la République finlandaise.
Dirigé par le ministre de la Justice, il est responsable de l'application du droit.

## Agences dépendant du ministère
- Service des poursuites judiciaires (fi)
- Centre du registre juridique (fi)
- Office des sanctions pénales (fi)
- Médiateur pour la protection des données (fi)
- Centre d’enquête sur les accidents
- Médiateur pour l'enfance (fi)
- Médiateur pour l'égalité (fi)
- Médiateur pour la parité (fi)
- Institut européen pour la prévention et le contrôle de la criminalité